# Mauro Gerosa
Mauro Gerosa (* 9. Oktober 1974 in Oggiono, Italien) ist ein ehemaliger italienischer Radrennfahrer.
Gerosa begann seine Profi-Laufbahn 2000 bei Amica Chips, nachdem er bereits im Herbst 1999 als Stagiaire beim Team Mapei fuhr. Im Jahr 2005 war er Mitglied des UCI ProTeams Liquigas-Bianchi, welches in diesem Jahr mit Danilo Di Luca die Einzelwertung der ProTour gewann. Individuelle Siege konnte Gerosa auf internationaler Ebene nicht erzielen; seine besten Platzierungen waren vierte Plätze bei der 6. und der 21. Etappe des Giro d’Italia 2001, der sechste Platz beim Einzelzeitfahren Firenze–Pistoia 2003, die Bronzemedaille bei den Italienischen Straßenmeisterschaften 2004 und der sechste Platz beim Grossen Preis des Kantons Aargau 2004. Er hat fünfmal an der Italien-Rundfahrt teilgenommen, zweimal an der Vuelta a España, und 2005 erfolgte sein einziger Start bei der Tour de France. Nach der Saison 2006 beendete er seine Karriere als Radprofi.

## Platzierungen bei den Grand Tours
| Grand Tour            | 2000 | 2001 | 2002 | 2003 | 2004 | 2005 |
| --------------------- | ---- | ---- | ---- | ---- | ---- | ---- |
| Giro d’ItaliaGiro     | 97   | 77   | 102  | 79   | 62   | –    |
| Tour de FranceTour    | –    | –    | –    | –    | –    | 137  |
| Vuelta a EspañaVuelta | –    | –    | –    | –    | 95   | 103  |

## Teams
- 1999 Mapei
- 2000 Amica Chips-Tacconi Sport
- 2001–2004 Tacconi Sport / Vini Caldirola
- 2005 Liquigas-Bianchi
- 2006 Miche